# Грандв'ю (Міссурі)
Грандв'ю (англ. Grandview) — місто (англ. city) в США, в окрузі Джексон штату Міссурі. Населення — 26 209 осіб (2020).

## Географія
Грандв'ю розташований за координатами 38°52′53″ пн. ш. 94°31′22″ зх. д. / 38.88139° пн. ш. 94.52278° зх. д. (38.881359, -94.522744).  За даними Бюро перепису населення США в 2010 році місто мало площу 38,28 км², з яких 38,14 км² — суходіл та 0,15 км² — водойми.

## Демографія
Згідно з переписом 2010 року, у місті мешкало 24 475 осіб у 9640 домогосподарствах у складі 6137 родин. Густота населення становила 639 осіб/км².  Було 11070 помешкань (289/км²).
Расовий склад населення:
| - 48,4 % — білих - 40,8 % — чорних або афроамериканців - 1,1 % — азіатів - 0,5 % — корінних американців - 0,1 % — вихідців з тихоокеанських островів - 5,1 % — осіб інших рас |

До двох чи більше рас належало 4,0 %. Частка іспаномовних становила 9,7 % від усіх жителів.
За віковим діапазоном населення розподілялося таким чином: 26,2 % — особи молодші 18 років, 62,6 % — особи у віці 18—64 років, 11,2 % — особи у віці 65 років та старші. Медіана віку мешканця становила 33,7 року. На 100 осіб жіночої статі у місті припадало 91,0 чоловіків;  на 100 жінок у віці від 18 років та старших — 87,1 чоловіків також старших 18 років.
Середній дохід на одне домашнє господарство  становив 50 755 доларів США (медіана — 41 283), а середній дохід на одну сім'ю — 58 354 долари (медіана — 50 040). Медіана доходів становила 35 999 доларів для чоловіків та 32 363 долари для жінок. За межею бідності перебувало 18,3 % осіб, у тому числі 26,4 % дітей у віці до 18 років та 5,3 % осіб у віці 65 років та старших.
Цивільне працевлаштоване населення становило 12 071 осіб. Основні галузі зайнятості: освіта, охорона здоров'я та соціальна допомога — 22,6 %, роздрібна торгівля — 12,9 %, виробництво — 10,8 %, мистецтво, розваги та відпочинок — 10,4 %.